# St.-Lukas-Kirche (Berlin)

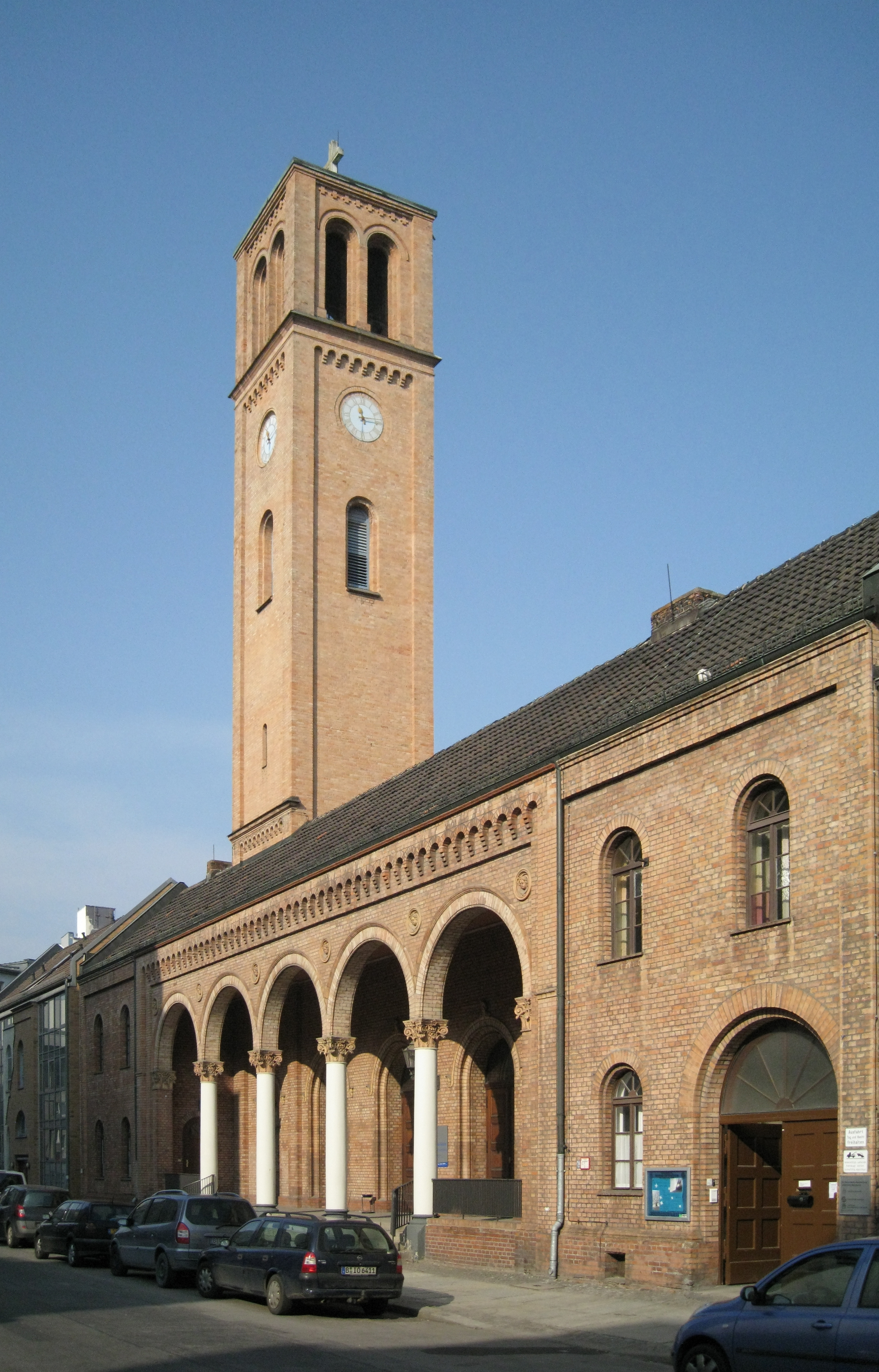
Straßenfront der wiederaufgebauten St.-Lukas-Kirche in Berlin-Kreuzberg

Die St.-Lukas-Kirche ist eine Kirche im Berliner Ortsteil Kreuzberg. Sie ist, mitsamt Vorhalle und Campanile, in die geschlossene Straßenfront der Bernburger Straße eingebaut. Die Kirche wurde von 1859 bis 1861 als Langhaus mit Kreuzarmen unter Bauinspektor Gustav Möller errichtet. Der Entwurf im Stil des königlichen Basilika-Konzepts stammte vom Leiter des preußischen Hof- und Staatsbauwesens Friedrich August Stüler. Am 17. März 1861 wurde die Kirche eingeweiht. Am 29. April 1945 wurde sie zerstört. Die Kirche steht seit 1953 unter Denkmalschutz und wurde unter Leitung des Architekten Georg Thofehrn wieder aufgebaut. Am 19. Dezember 1954 wurde sie neu eingeweiht. Die Kirche gehört zum Kirchenkreis Berlin Stadtmitte. 1960 stellte der Architekt Henry Ziemendorf die neuen Verwaltungsräume her.

## Geschichte

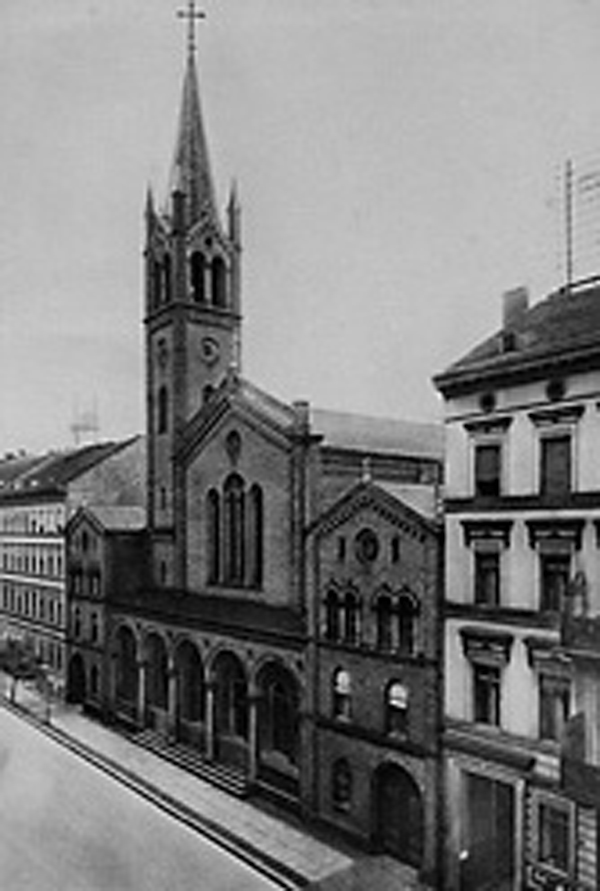
St.-Lukas-Kirche vor der Zerstörung

König Friedrich Wilhelm IV., der von Stüler auf seiner Italienreise im Winter 1858/59 begleitet wurde, dienten die altchristlichen Basiliken Roms als Vorbilder für seine architektonischen Vorstellungen. Für den König sollten die Kirchenbauten nicht nur herrscherlich-repräsentativ sein, sondern zugleich die Seelsorge mit der Diakonie verbinden. Mit dieser religiösen und caritativen Versorgung der Untertanen sollten die säkularisierten Menschen zum Glauben zurückgeführt werden. So wurden im Rahmen von Friedrich-Wilhelms Kirchenkonzept mit der fortschreitenden Bebauung Berlins zwischen 1844 und 1861 als Ergänzung von Karl Friedrich Schinkels Vorstadtkirchen acht große Kirchen errichtet, als letzte die St.-Lukas-Kirche. Sie entstand zunächst als Filiale der benachbarten St.-Matthäus-Kirche, bevor 1865 die Lukasgemeinde selbstständig wurde. Schon 1860 erhielt die Lukaskirche eine Orgel von Carl August Buchholz mit 27 Registern auf zwei Manualen und Pedal. Bei einer Umsetzung der Orgel auf eine andere Empore 1879 wurde sie von Ferdinand Dinse verändert. Von 1888 bis 1891 wirkte der Komponist und Orgelvirtuose Wilhelm Middelschulte als Chorleiter und Organist an der Lukaskirche.
Die Gemeinde wuchs rasch bis etwa um 1890, weil dieser Teil des Stadtquartiers eine der besten Adressen der Stadt war. In den folgenden Jahren nahm sie mit zunehmender Urbanisierung des Bereiches wieder ab. 1897 wurde der Kirchhof Sankt Simeon und Sankt Lukas für Bestattungen eingerichtet. Vor dem Ersten Weltkrieg hatte die Gemeinde noch etwa 13.000 Mitglieder, am Beginn des Zweiten Weltkriegs dann etwa 6.000, am Ende nur etwa 1.000. Während des Ersten Weltkriegs mussten die Bronzeglocken zu Rüstungszwecken abgegeben werden. Sie wurden durch Gussstahlglocken ersetzt, gegossen vom Bochumer Verein.
| Glocke | Gießjahr | Schlagton | Gewicht (kg) | Durchmesser (cm) | Höhe (cm) | Inschrift                                                                            |
| ------ | -------- | --------- | ------------ | ---------------- | --------- | ------------------------------------------------------------------------------------ |
| 1.     | 1926     | fis′      | 1000         | 132              | 105       | BLEIBE BEI UNS. EINS TUT NOT.                                                        |
| 2.     | 1961     | gis′      | 0440         | 108              | 090       | FRIEDE SEI GOTT IN DER HÖHE, UND FRIEDE AUF ERDEN UND DEN MENSCHEN EIN WOHLGEFALLEN. |
| 3.     | 1961     | ais′      | 0360         | 098              | 087       | LAND + LAND + LAND + HÖRE DES HERRN WORT.                                            |

Die 1. Glocke musste im Zweiten Weltkrieg nicht der Kriegswirtschaft zur Verfügung gestellt werden.
Am Ende des Zweiten Weltkriegs wurde die Kirche durch Luftangriffe der Alliierten schwer beschädigt. Das Amt für Stadtplanung legte 1950 den Zerstörungsgrad der Kirche mit über 70 Prozent fest, dies hätte den Abriss bedeutet. Der damalige Pfarrer erreichte 1951 beim Bauamt eine Neuberechnung des Zerstörungsgrades. Bei dem auf 48 Prozent verringerten Wert konnte die Kirche wieder aufgebaut werden. Die Bauarbeiten wurden 1954 begonnen und am 4. Advent desselben Jahres beendet. Schon 1954 lieferte Karl Schuke eine kleine Orgel mit sechs Registern, die heute noch vorhanden ist. 1987 wurde die Restparochie der zur Hälfte im Ostteil der Stadt liegende Dreifaltigkeits-Gemeinde, deren Kirche im Zweiten Weltkrieg zerstört worden war, mit der St.-Lukas-Gemeinde zusammengeschlossen.
Im März 2001 entstand durch den Zusammenschluss der Gemeinde Friedrichswerder in Berlin-Mitte, der Dreifaltigkeits- und St.-Lukas-Kirchengemeinde in Kreuzberg und der Jerusalems- und Neue Kirchengemeinde in Kreuzberg die Evangelische Kirchengemeinde in der Friedrichstadt, die neben anderen die Französische Friedrichstadtkirche nutzt. Die evangelische Kirche bot der Berliner Stadtmission, deren Zentrale bereits 1884 in Kreuzberg gegründet wurde, die St.-Lukas-Kirche an. Die Stadtmissionsgemeinde Kreuzberg hatte seit dem 10. April 1968 einen Saalbau in der Johanniterstraße 2, der nach 40 Jahren zur Renovierung anstand. Doch dazu kam es nicht. Am 1. April 2009 nahm die Stadtmissionsgemeinde Kreuzberg ihre Arbeit in der St.-Lukas-Kirche auf. Mit der evangelischen Kirche wurde ein Erbbaurechtsvertrag geschlossen.

## Gebäude

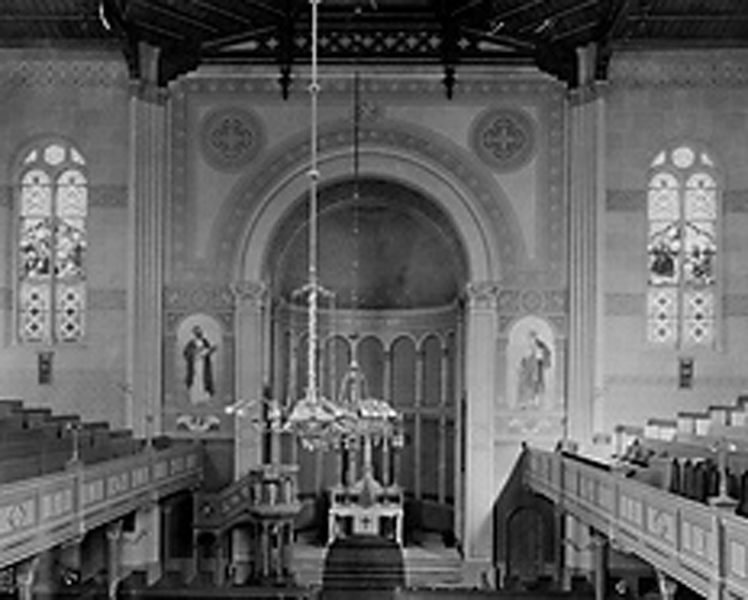
Kirchsaal der St.-Lukas-Kirche vor der Zerstörung

Stüler verwendete im Entwurf für die Lukaskirche das königliche Basilika-Konzept mit oberitalienischen, frühchristlich-byzantinischen Formen. Bei dem eng umbauten Grundstück hielt Stüler Fenster im Obergaden für erforderlich. Die Kosten waren jedoch zu hoch, sodass Möller den Bau als einschiffiges Langhaus ausführte. Das Kirchenschiff hatte eine Doppelempore und ein Querschiff. Den niedrigen, kurzen Chor schloss eine Apsis ab. Nur die von Stüler konzipierte Halle mit Arkaden, flankiert von zweigeschossigen Funktionsbauten, und den Turm an der Straßenfront behielt er bei. Möller verwandte nun, abkehrend von dem von König Friedrich Wilhelm IV. favorisierten Rundbogenstil altchristlicher italienischer Kirchen, Elemente der hochmittelalterlichen Romanik. Das Langhaus war um die Breite der Arkaden von der Straße zurückgesetzt. Dessen Vordergiebel hinter den Arkaden hatte eine Gruppe von drei Fenstern, darüber eine Rosette und auf dem Dachfirst ein Kreuz. Die Giebel der seitlichen Häuser, die drei Vollgeschosse hatten, zierten ebenfalls Rosetten und kleine Kreuze aus Terrakotta auf ihrem First. Die Dächer der seitlichen Häuser und das Dach des Kirchenschiffes hatten denselben Neigungswinkel. Die Postamente auf den Traufpunkten des Kirchengiebels trugen Figuren der Evangelisten Lukas und Matthäus.

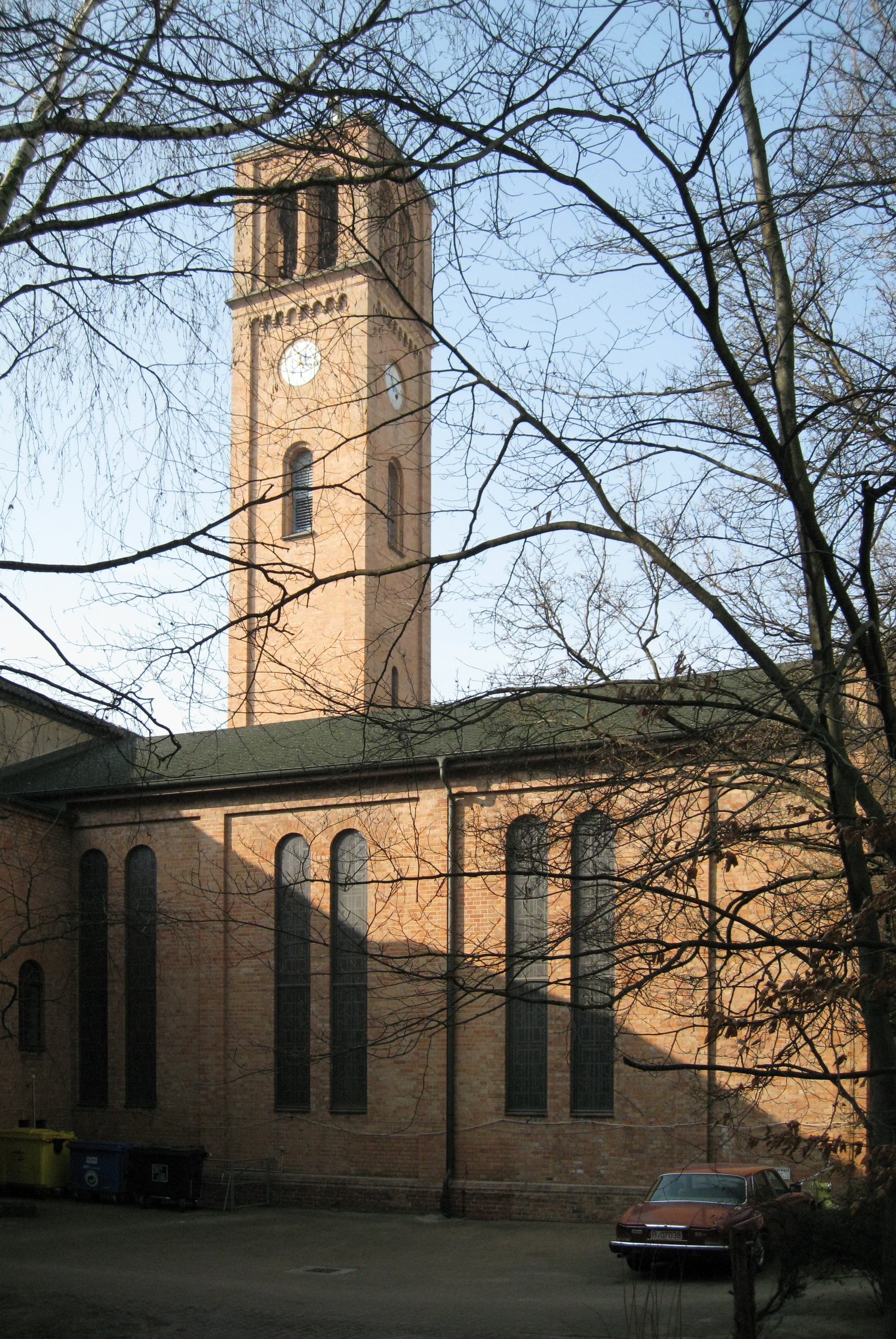
St.-Lukas-Kirche nach dem Wiederaufbau

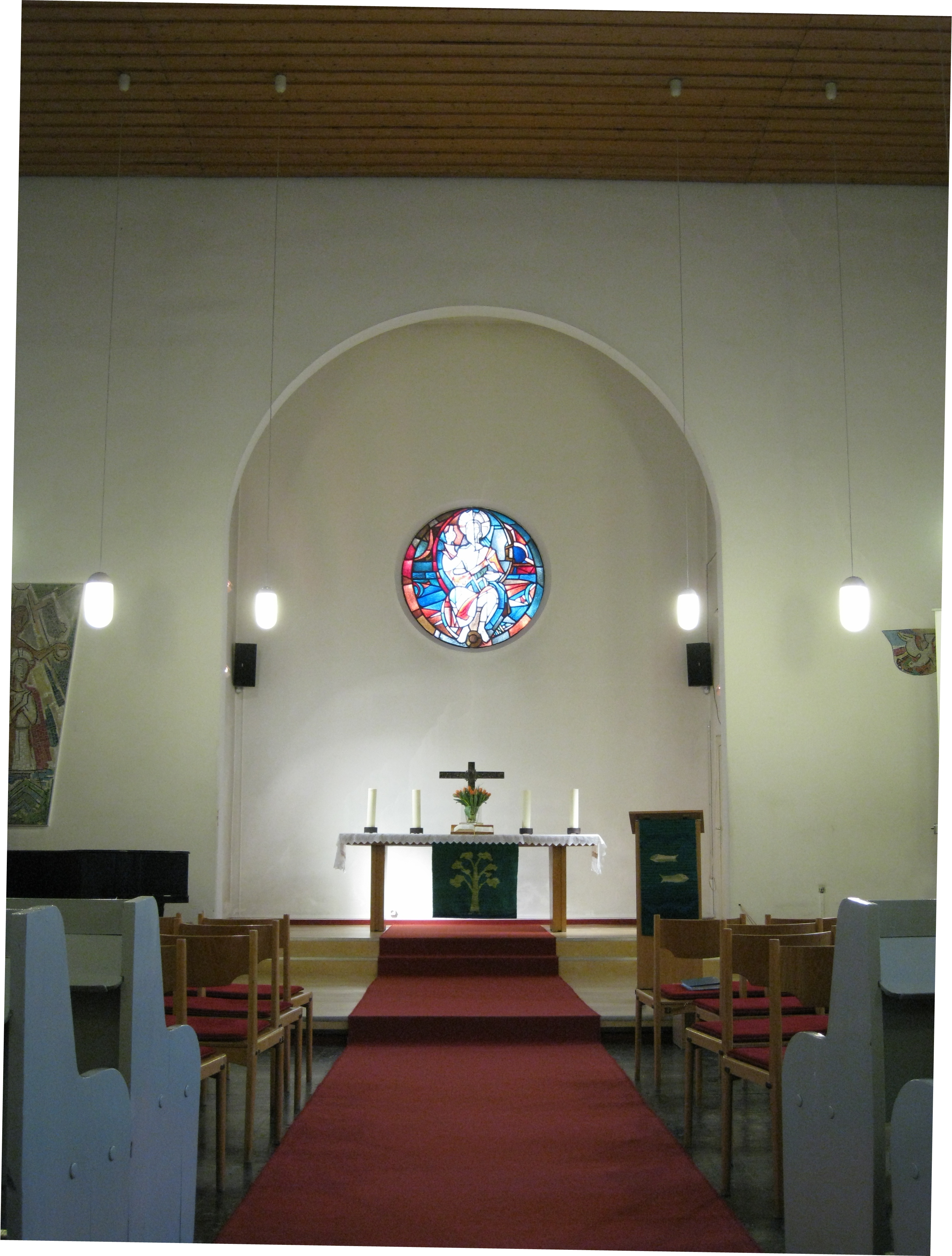
Kirchsaal der St.-Lukas-Kirche nach dem Wiederaufbau

Beim Wiederaufbau durch Georg Thofern erhielt die Kirche im Unterschied zur repräsentativen alten Kirche eine schlichte Außengestalt. Das völlig zerstörte alte Kirchenschiff wurde zwar in ähnlicher Form, aber wesentlich kleiner wieder aufgebaut. Die seitlichen Flügel an der Straße erhielten ein Geschoss weniger. Für den neuen Kirchenraum wurde die kleine Apsis des Chores übernommen, ein Querschiff gibt es nicht mehr. Der Turm, heute hinter dem durchlaufenden, quergestellten Satteldach versteckt, wurde bis über die Glockenstube authentisch wiederhergestellt. Der Turmhelm wurde unter Berücksichtigung von Stülers Entwurf verändert. Die früher mit Schiefer gedeckte steile Spitze bekam ein stumpfes Zeltdach mit einfachem Kreuz. Die Figuren der Namensgeber der eigenen und der Muttergemeinde, die Evangelisten Lukas und Matthäus, sowie das Marmorkreuz des alten Altars stehen nun in der Vorhalle.

## Ausstattung
Der heutige Kirchsaal ist kleiner als der alte und relativ schlicht eingerichtet. Kruzifix, Leuchter und Taufbecken aus der barocken Dreifaltigkeitskirche schmückten vom Zusammenschluss mit der St. Lukas-Gemeinde im Jahr 1987 bis zur Übergabe an die Berliner Stadtmission im Jahr 2009 die Lukaskirche. Die Evangelisten Lukas und Matthäus stellte Siegmund Hahn, der 1954 den Kunstpreis der Stadt Berlin erhalten hatte, auf der linken und der rechten Seitenwand des Kirchsaals als Putzsgraffito dar, das ist eine sehr alte aber preiswerte Technik. Die Fenster und Mosaiken entwarf Siegmund Hahn ebenfalls, hergestellt wurden sie 1957 in den Werkstätten August Wagner. Die Orgel, gebaut 1961 von E. F. Walcker und Cie. und seit 1986 in der Lukaskirche, steht links vor dem Chorbogen und besitzt zwei Manuale und neun Register. Ihre Disposition kann bei Organ Database eingesehen werden.